# Irlanda en la Copa Mundial de Rugby de 2011
El XV del Trébol fue una de las 20 naciones participantes de la Copa Mundial de Rugby de 2011, que se realizó por segunda vez en Nueva Zelanda.
La séptima participación vio a Irlanda ganar su grupo por vez primera y es hasta hoy, su mejor desempeño en la historia del mundial.

## Plantel

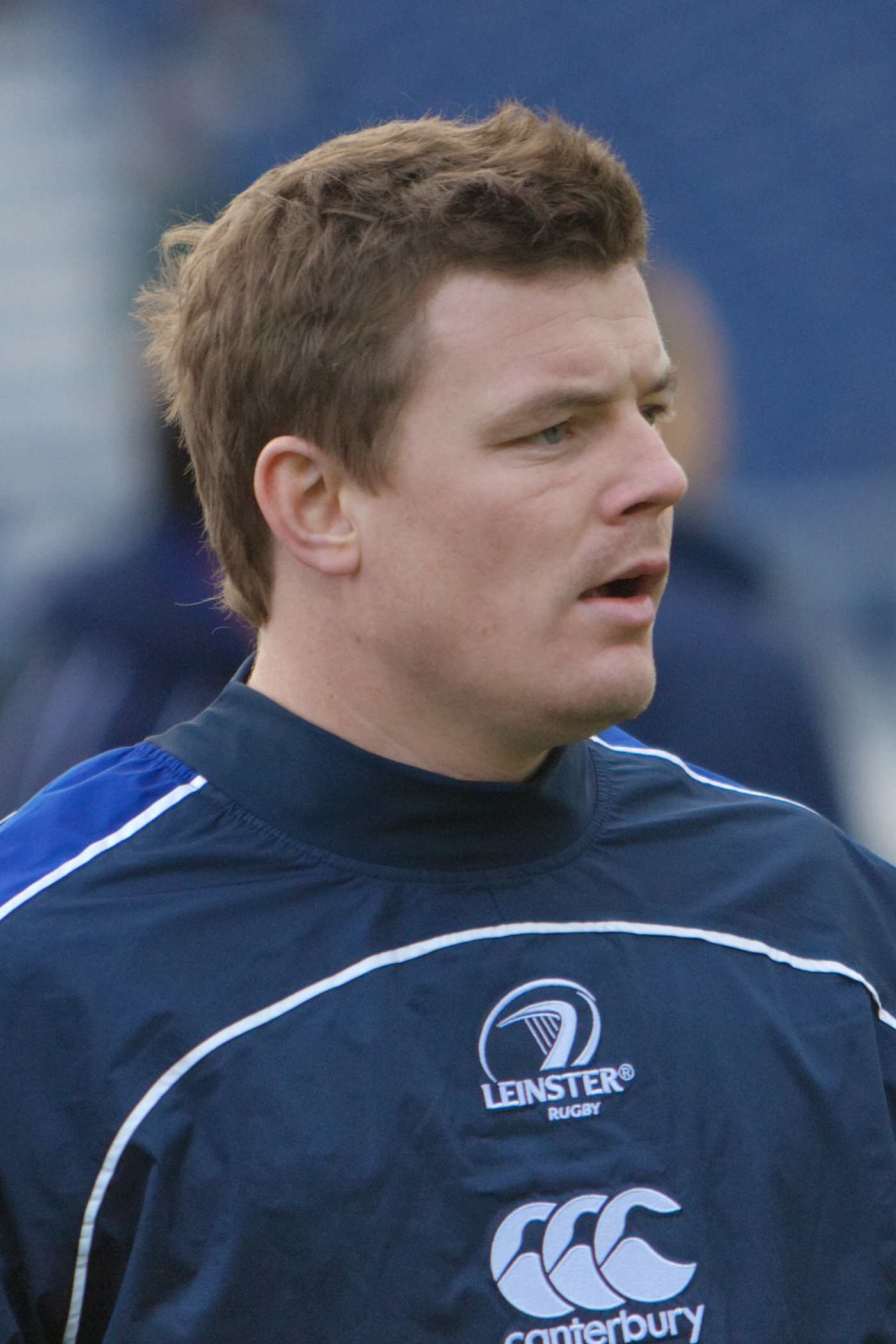
La leyenda, Brian O'Driscoll, fue el capitán.

Kidney (51 años) fue el entrenador en jefe, había obtenido el Torneo de las Seis Naciones 2009 tras 24 años del último y sido premiado Mejor Entrenador del Mundo.
Flannery, quien sólo jugó contra los Estados Unidos, se lesionó la rodilla y debió ser reemplazado por Varley.
Las edades son a la fecha del último partido de Irlanda, 8 de octubre de 2011.
|                           | Jugador             | Edad    | Posición      | Pruebas | Equipo           |
| ------------------------- | ------------------- | ------- | ------------- | ------- | ---------------- |
| Hookers y Pilares         |                     |         |               |         |                  |
| 2                         | Rory Best           | 29 años | Hooker        | 49      | Ulster Rugby     |
|                           | Tony Buckley        | 31 años | Pilar         | 23      | Sale Sharks      |
|                           | Tom Court           | 30 años | Pilar         | 20      | Ulster Rugby     |
|                           | Seán Cronin         | 25 años | Hooker        | 13      | Leinster Rugby   |
|                           | Jerry Flannery      | 32 años | Hooker        | 40      | Munster Rugby    |
| 1                         | Cian Healy          | 24 años | Pilar         | 20      | Leinster Rugby   |
| 3                         | Mike Ross           | 31 años | Pilar         | 9       | Leinster Rugby   |
|                           | Damien Varley       | 27 años | Pilar         | 2       | Munster Rugby    |
| Segundas líneas           |                     |         |               |         |                  |
|                           | Leo Cullen          | 33 años | Segunda línea | 31      | Leinster Rugby   |
| 4                         | Donncha O'Callaghan | 32 años | Segunda línea | 74      | Munster Rugby    |
| 5                         | Paul O'Connell      | 31 años | Segunda línea | 77      | Munster Rugby    |
|                           | Donnacha Ryan       | 27 años | Segunda línea | 9       | Munster Rugby    |
| Alas y octavos            |                     |         |               |         |                  |
| 6                         | Stephen Ferris      | 26 años | Ala           | 25      | Ulster Rugby     |
| 8                         | Jamie Heaslip       | 27 años | Octavo        | 37      | Leinster Rugby   |
|                           | Shane Jennings      | 30 años | Ala           | 10      | Leinster Rugby   |
|                           | Denis Leamy         | 29 años | Octavo        | 52      | Munster Rugby    |
| 7                         | Seán O'Brien        | 24 años | Ala           | 11      | Leinster Rugby   |
| Medios scrum              |                     |         |               |         |                  |
|                           | Isaac Boss          | 31 años | Medio scrum   | 14      | Leinster Rugby   |
| 9                         | Conor Murray        | 22 años | Medio scrum   | 2       | Munster Rugby    |
|                           | Eoin Reddan         | 30 años | Medio scrum   | 31      | Leinster Rugby   |
| Aperturas y Centros       |                     |         |               |         |                  |
| 12                        | Gordon D'Arcy       | 31 años | Centro        | 58      | Leinster Rugby   |
|                           | Fergus McFadden     | 25 años | Centro        | 4       | Leinster Rugby   |
| 13                        | Brian O'Driscoll    | 32 años | Centro        | 113     | Leinster Rugby   |
| 10                        | Ronan O'Gara        | 34 años | Apertura      | 110     | Munster Rugby    |
|                           | Jonathan Sexton     | 26 años | Apertura      | 18      | Leinster Rugby   |
|                           | Paddy Wallace       | 32 años | Centro        | 28      | Ulster Rugby     |
| Fullbacks y Wings         |                     |         |               |         |                  |
| 14                        | Tommy Bowe          | 27 años | Wing          | 39      | Ospreys          |
| 11                        | Keith Earls         | 24 años | Wing          | 20      | Munster Rugby    |
| 15                        | Rob Kearney         | 25 años | Fullback      | 29      | Leinster Rugby   |
|                           | Geordan Murphy      | 33 años | Fullback      | 69      | Leicester Tigers |
|                           | Andrew Trimble      | 26 años | Wing          | 35      | Ulster Rugby     |
| Entrenador: Declan Kidney |                     |         |               |         |                  |

## Participación
Irlanda integró el grupo C junto a los Estados Unidos, la Azzurri, la debutante Rusia y los Wallabies favoritos al título. Venció a todos y ganó la zona por vez primera.
Australia era el rival más fuerte, dirigida por el kiwi Robbie Deans y formó: Stephen Moore, el capitán James Horwill, Rocky Elsom, Will Genia, la estrella Adam Ashley-Cooper y James O'Connor. Fue la primera victoria irlandesa sobre los Wallabies en cinco duelos mundiales y llega después de que fueran batidos por un punto en Inglaterra 1991 y en Australia 2003.

### Fase final
Los cuartos los cruzaron ante los Dragones rojos y su entrenador kiwi Warren Gatland diagramó: Gethin Jenkins, Alun Wyn Jones, el capitán Sam Warburton, Mike Phillips, la estrella Jamie Roberts y la leyenda Shane Williams. Los galeses dominaron el encuentro desde el principio, en un partido en el que basó su victoria en una gran defensa que anuló el ataque del XV del Trébol.